# Irene Brietzke
Irene Beatriz de Mattos Brietzke (Porto Alegre, 7 de diciembre de 1944 - 14 de septiembre de 2021), conocida como Irene Brietzke, fue una actriz y directora de teatro brasileña.
Actuó en películas como "Érase una vez Dos Veranos" (2002), "El Hombre que Copiaba" (2003), "Saneamiento Básico: La Película" (2007) y "Beira-Mar" (2015). En televisión, participó en la serie "Doce de Mãe", de TV Globo. Falleció a los 76 años, en su casa, después de luchar contra el cáncer.